# Michaël R. Roskam

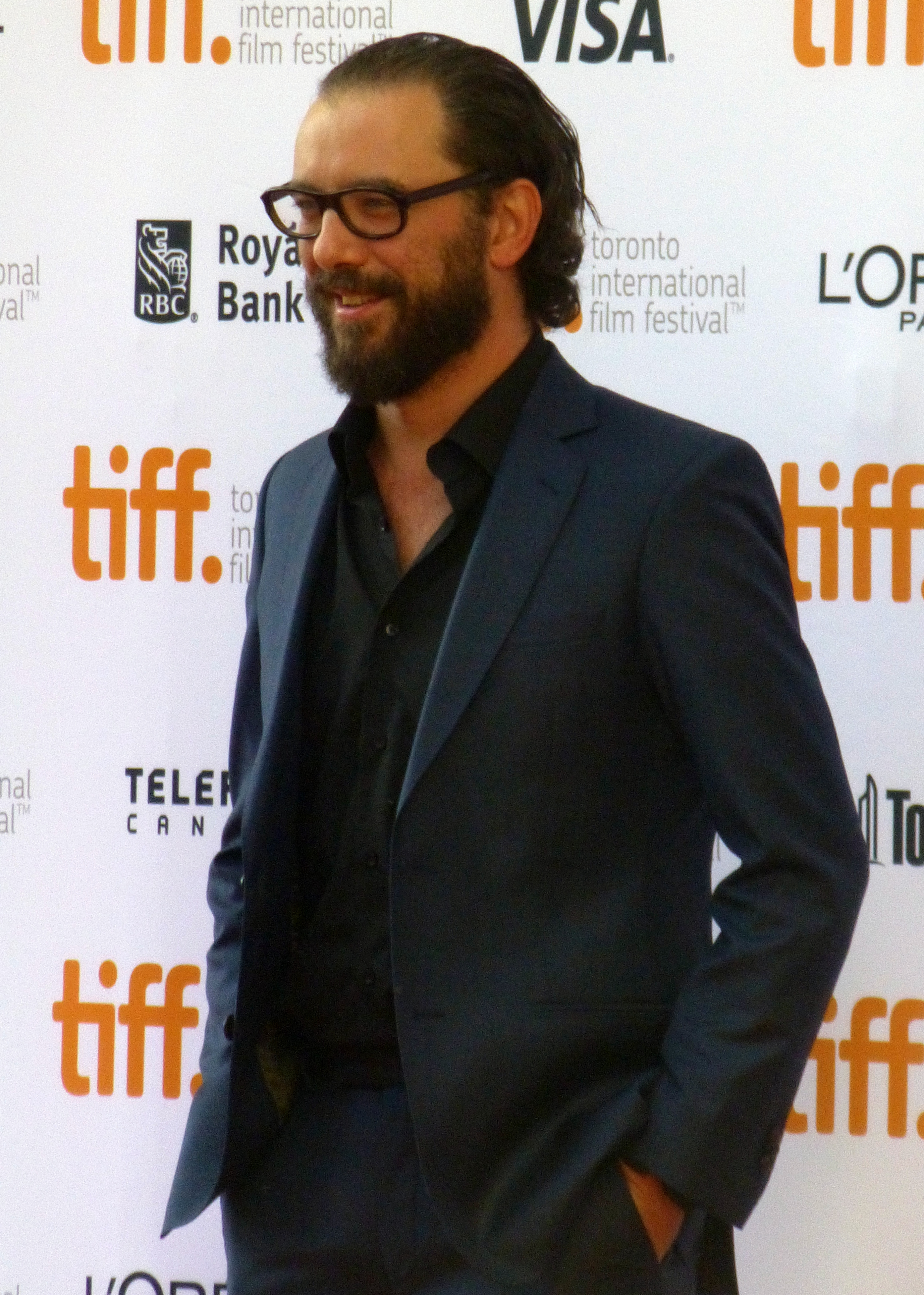
Roskam vid Torontos filmfestival 2014

Michaël R. Roskam, född 9 oktober 1972 i Sint-Truiden, är en belgisk filmregissör och manusförfattare. Hans verkliga namn är Michaël Reynders. Inspirerad av Hergé utbildade han sig först till grafiker med mål att bli serietecknare. Han har arbetat på en belgisk morgontidning och på reklambyrå. Han studerade manusskrivande vid Binger Filmlab i Amsterdam och började att göra egna kortfilmer i början av 2000-talet. Han långfilmsdebuterade 2011 med Bullhead, en gangsterfilm som blev nominerad till Oscar för bästa icke-engelskspråkiga film och gav huvudrollsinnehavaren Matthias Schoenaerts en internationell karriär. Samarbetet med Schoenaerts fortsatte i Roskams amerikanska film The Drop från 2014 och i Le Fidèle från 2017.

## Filmografi
- Haun (2002) – kortfilm
- Carlo (2004) – kortfilm
- The one thing to do (2005) – kortfilm
- Today's Friday (2007) – kortfilm
- Bullhead (Rundskop) (2011)
- The Drop (2014)
- Le Fidèle (2017)